# Cortador
Cortador je profesionál, který se vyzná v jednotlivých druzích španělské sušené šunky Jamón a umí velmi přesně, jemně a správně nakrájet plátky ze všech částí sušené vepřové nohy.

## Práce cortadora
Sušená šunka Jamón se dělí dle druhu vepře (na Serrano z bílého a Ibérico z černého iberského vepře) a také podle řady dalších kritérií, a nově od roku 2014 také dle štítků podle genetického původu v souladu s Královskou vyhláškou 1083/2001. Se sušenou španělskou šunkou Jamón se lze setkat také ve formě tenkých vakuově balených plátků (používá se profesionální stroj, tzv. „nářezák“). Také tato forma finálního zpracování je u kvalitních sušených šunek gurmánský zážitek. Pro dosažení nejvyšší úrovně této vyhlášené španělské delikatesy je ale třeba pro krájení šunky využít právě znalostí a práce cortadora.
Je důležité, aby jednotlivé plátky měly správnou velikost, poměr tuku a masa a hlavně tloušťku pro výslednou chuť, konzistenci i vůni. Pro samotný výraz cortador (čti „kortador“) neexistuje v češtině přesný ekvivalent. Cortadorství je skutečná vášeň, která v sobě snoubí lásku k této španělské delikatese, detailní znalost anatomie vepře, znalost historie a výrobních postupů a v neposlední řadě také čistě řemeslný um, manuální zručnost a cit.

## Vybavení cortadora
Cortador potřebuje ke své práci správné vybavení. Kromě běžných kuchyňských nožů je to především speciální stojan na krájení Jamónu a také nůž zvaný jamonero (čti „chamonero“). Jamonero je speciální velmi dlouhý, tenký a ostrý nůž vyrobený z nerezové oceli, se kterým cortador dokáže opravdové zázraky. Měl by být dlouhý mezi  37 cm a 40 cm a široký maximálně 2–3 cm. Kromě správné velikosti a tloušťky umí cortador z jednotlivých plátků poskládat i krásné geometrické obrazce. Profesionální cortador je zpravidla věrný jednomu výrobci Jamónu a věnuje se propagaci jeho značky. 

## Čtyři úrovně znalostí cortadorů
Ve světě cortadorů existují celkem 4 úrovně znalostí:
- Cortador de Jamón („kráječ šunky“) – v podstatě každý, kdo vezme do ruky nůž a krájí šunku bez ohledu na to, zdali tak činí více či méně dobře či špatně.
- Cortador de Jamón profesional  – ten, kdo už má minimální znalosti krájení šunky Jamón. Může to být poučený amatér, kuchař či číšník nebo milovník šunky, který krájí jamón na soukromých akcích či večírcích pro přátele.
- Profesional de Jamón – to už je skutečný profesionál, pro kterého je svět španělských sušených šunek smyslem života a který se krájením šunky také živí.
- Maestro Jamonero – nejlepší z nejlepších, profesionální cortadoři na nejvyšší úrovni, lektoři a učitelé, kteří se zabývají především školením a výukou Profesional de Jamón.